# Florence Crawford
Florence Louise Crawford, född 1872, död 1936, var en amerikansk pastor och pionjär inom den moderna pingströrelsen.
Crawford var uppvuxen i en sekulär miljö. Hon kom först i vuxen ålder till tro och anslöt sig till First Methodist Episcopal Church i Los Angeles. I april 1906 besökte hon William Seymours församling Apostolic Faith Mission, på 312 Azusa Street, där hon upplevde den andra (helgelse) och tredje välsignelsen (andedop med tungotal). Hon blev snart en del av församlingens ledarskap och började i september samma år resa längs Stilla havskusten och plantera dotterförsamlingar i Kalifornien, Oregon och Washington. I november 1906 utnämndes Crawford till "state director" för detta arbete och första halvåret 1907 gav hon sig ut på ytterligare en missionsresa. 
I november 1907 lämnade hon sin make och slog sig ner i Portland, Oregon. Där bröt hon med Seymour, efter att ha misstyckt om dennes äktenskap med Jenny Moore, och bildade en egen konkurrerande rörelse med samma namn, Apostolic Faith Mission. Hon lyckades övertala många av de församlingar hon grundat att följa henne, och 1908 lyckades hon också ta kontrollen över rörelsens tidning The Apostolic Faith.
Crawford var en skicklig organisatör och sände bland annat missionärer till flera länder för att grunda dotterkyrkor där.
Crawford dog 1936 och efterträddes som kyrkans ledare av sonen Raymond Robert Crawford.